# Waal (râu)
Râul Waal este principalul braț al fluviului Rin care curge prin Olanda centrală pe aproximativ 80 km, mai înainte de a se uni cu râul râul Meuse lângă Woudrichem pentru a forma râul Boven Merwede. Waalul este un curs important de apă, fiind o cale navigabilă care unește portul Rotterdam cu Germania. Nijmegen, Tiel, Zaltbommel și Gorinchem sunt cele mai importante orașe cu acces direct la Waal. Prin brațul Waal curge aproximativ 60% din debitul Rinului.
Râul acesta este unit cu brațul Nederrijn și orașul Amsterdam prin Canalul Amsterdam-Rin (la Tiel) și cu Meuse prin Canalul Meuse-Waal (la Nijmegen) și Canalul Sint-Andries.
Poduri peste Waalul sunt la Nijmegen (Waalbrug, cale ferată), Ewijk (Autostrada A50), Beneden-Leeuwen (Prins Willem Alexanderbrug) și Zaltbommel (Martinus Nijhoffbrug, cale ferată).